# インダンスレン
インダンスレン(インダンスレン)は、2-アミノアントラキノンをカリウム塩の存在下で、水酸化カリウムで処理することにより得られる有機染料である。アクリル絵具、カゼイン、エンカウスティーク、フレスコ、ガッシュ、アマニ油、テンペラ、パステル、水彩等に加えられる。非色止め木綿の染色や、高級な絵画や琺瑯用の色素に用いられる。食品添加物としては、E番号130を持つが、アメリカ合衆国でもEUでも使用は承認されていない
。この物質は、1901年にレネ・ボーンによって、最初のアントラキノン系バット染料として特許が取られた。

## 性質
外見は、金属光沢を持つ青色の針状であり、融点は470-500℃である。固着が非常に軽いが、有機溶媒ではにじむことがある。